# Фелікс Фокс
Фелікс Фокс (англ. Felix Fox; нар. 25 травня 1876, Бреслау, Німеччина — пом. 24 грудня 1947, Бостон, Массачусетс) — піаніст і педагог німецького походження.
Вивчав фортепіано із Карлом Райнеке у Ляйпціґу та угорсько-французьким піаністом Ізідором Філіпом у Парижі та теорію із Саломоном Ядассоном. Фокс закінчив Королівську консерваторію музики у Ляйпціґу у 1896. Його дебют у Парижі був у 1897 році, у Бостоні у 1898 та в Лондоні у 1907. Фокс виступав із Нью-Йоркським симфонічним оркестром, Філадельфійським оркестром, Данройтер-квартетом, Бостонським фестивальним оркестром і Бостонським симфонічним оркестром.
Фокс переїхав до Бостона у 1897 році, а в 1898 заснував разом із піаністом Карлом Буонамічі школу гри на піанофорте Фокса-Буонамічі. Після смерті Буонамічі у 1920 школа була перейменована на школу гри на піанофорте Фелікса Фокса. У 1935 школа закрилася. Серед студентів Фокса були композитор Міріам Ґідеон та піаніст і педагог Гаррісон Поттер. Поттер продовжив викладати у школі Фокса-Буонамічі. Фокс також викладав в академії Філіпса в Андовері (штат Массачусетс) у 1920-их.
Фокс писав пісні та твори для фортепіано соло, а також зробив транскрипції творів композитора та піаніста Едварда Макдавелла.